# Palani
Palani là một thành phố và khu đô thị của quận Dindigul thuộc bang Tamil Nadu, Ấn Độ.

## Nhân khẩu
Theo điều tra dân số năm 2001 của Ấn Độ, Palani có dân số 67.175 người. Phái nam chiếm 51% tổng số dân và phái nữ chiếm 49%. Palani có tỷ lệ 75% biết đọc biết viết, cao hơn tỷ lệ trung bình toàn quốc là 59,5%: tỷ lệ cho phái nam là 81%, và tỷ lệ cho phái nữ là 69%. Tại Palani, 10% dân số nhỏ hơn 6 tuổi.